# Mateusz Antkiewicz
Mateusz Antkiewicz (2 de noviembre de 1993) es un deportista polaco que compite en esgrima, especialista en la modalidad de espada. Ganó una medalla de bronce en el Campeonato Europeo de Esgrima de 2023, en la prueba individual.

## Palmarés internacional
| Campeonato Europeo | Campeonato Europeo | Campeonato Europeo | Campeonato Europeo |
| Año                | Lugar              | Medalla            | Prueba             |
| ------------------ | ------------------ | ------------------ | ------------------ |
| 2023               | Plovdiv (Bulgaria) | Medalla de bronce  | Espada individual  |